# ようこそ実力至上主義の教室へのアニメエピソード一覧
ようこそ実力至上主義の教室へのアニメエピソード一覧（ようこそじつりょくしじょうしゅぎのきょうしつへのアニメエピソードいちらん）は、日本のテレビアニメシリーズ『ようこそ実力至上主義の教室へ』のエピソード一覧である。
第1期が2017年7月から9月まで、第2期が2022年7月から9月まで、第3期が2024年1月から3月までそれぞれ放送された。

## 第1期
| 話数 | サブタイトル | 脚本       | 絵コンテ                   | 演出                                | 作画監督 | 総作画監督 | サブタイトル 引用元                                                                 |
| --- | --- | ---------- | -------------------------- | ----------------------------------- | --- | ---------- | ----------------------------------------------------------------------------------- |
| 第1話 | 悪とは何か――弱さから生ずるすべてのものだ。 Was ist schlecht? - Alles, was aus der Schwäche stammt. | 朱白あおい | 木野目優                   | 木野目優                            | 金子美咲 成川多加志 [ 5 ]                                                                                           | 市川美帆   | F・W・ニーチェ 『アンチ・クリスト』                                                 |
| 主人公・綾小路清隆は進学・就職率100％と言われる進学校・東京都高度育成高等学校に入学する。同校は全生徒に月10万円相当のプライベートポイントを支給するだけでなく、授業での私語や居眠り、サボタージュまでも黙認する放任主義であった。清隆の所属するDクラスは問題児ばかりであり、彼らは同校の好待遇を利用しながら自堕落な生活を送る。しかし、入学から1か月後、Dクラスの面々は振り込まれるはずの10万プライベートポイントが振り込まれていない事実に直面し、その原因が入学後1か月間の自堕落な生活によって学校からの評価を大きく落としたことであることがDクラス担任・茶柱佐枝から告げられる。 | |            |                            |                                     | |            |                                                                                     |
| 第2話 | 才能を隠すのにも卓越した才能がいる。 C'est une grande habileté que de savoir cacher son habileté. | 風埜隼人   | 齋藤徳明                   | 鈴木芳成                            | 小柏奈弓 樋口博美 もりやまゆうじ [ 8 ]                                                                              | 藤田亜耶乃 | ラ・ロシュフコー 『考察あるいは教訓的格言・蔵言』 あるいは『蔵言集』（蔵言 No.245） |
| Dクラスの面々は同校が優秀なものだけが好待遇を受けられる実力主義の学校であり、さらにはDクラスのままでは自身の希望する進路を叶えることができないという事実を知る。突然の極貧生活に追い込まれた彼らに追い打ちをかけるように、今後試験で赤点を取れば即退学となる厳しいルールが告げられる。自身がDクラスであることに納得できない堀北鈴音はAクラス昇格を目指すため、間もなく行われる中間テストで退学者を1人も出さないために学力の低い生徒を集めた勉強会を考案するが、鈴音の他人を見下す性格が災いしたことから勉強会は破綻し、そのままテスト当日を迎える。 | |            |                            |                                     | |            |                                                                                     |
| 第3話 | 人間は取引をする唯一の動物である。骨を交換する犬はいない Man is an only animal that makes bargains: no dog exchanges bones with another                                                                                             | 江嵜大兄   | 鎌田祐輔                   | 鎌田祐輔                            | 廣瀬智仁 杉本里菜 [ 13 ]                                                                                            | 市川美帆   | アダム・スミス 『国富論』                                                           |
| 問題児だらけのDクラスだったが、鈴音の努力や清隆の暗躍により学校側の予想を上回る高得点を取ることに成功する。しかし、学力を最も不安視されていた問題児の1人・須藤健だけがたった1点足りずに赤点となり、茶柱から退学を通告される。清隆と鈴音は須藤の退学を阻止するために茶柱の元へ向かい、各々が自身のプライベートポイントで須藤の1点を購入することにより、彼は退学を免れる。中間テストの祝勝会終了後、清隆は携帯を忘れた櫛田桔梗を追いかけると、鈴音に対する罵詈雑言を吐き捨てる彼女の姿を目撃し、彼女から「秘密をバラせば強姦されそうになったとみんなの前で告白する」と脅迫される 。 | |            |                            |                                     | |            |                                                                                     |
| 第4話 | 他人が真実を隠蔽することに対して、我々は怒るべきでない。 なぜなら、我々も自身から真実を隠蔽するのであるから。 Il ne faut pas s'offenser que les autres nous cachent la vérité, puisque nous nous la cachons si souvent à nous-mêmes | 朱白あおい | 福岡大生                   | 福井洋平                            | 樋上あや もりやまゆうじ [ 17 ]                                                                                      | 藤田亜耶乃 | ラ・ロシュフコー 『考察あるいは教訓的格言・蔵言』 あるいは『蔵言集』（蔵言 No.11）  |
| ラブレターを貰った一之瀬帆波は、送り主の告白を断るために清隆に一時的な恋人役になることを依頼する。しかし、清隆は相手の想いには応えるべきだと一之瀬に聡し、彼女は告白に向き合い最終的に断る。中間テストを乗り越えたDクラスは、極貧生活から解放されたことに喜んでいたが、須藤がCクラスの生徒に対して暴行を加えたことが判明する。須藤は正当防衛を主張しているものの、生徒会立ち会いの下で審議が行われることとなり、その結果次第でDクラスはポイントの剥奪を余儀なくされる。須藤を救うために清隆たちは動き出すこととなり、ひょんなことから一之瀬と協力関係を結ぶ。 | |            |                            |                                     | |            |                                                                                     |
| 第5話 | 地獄、それは他人である。 l'enfer, c'est les autres | 風埜隼人   | 笹原嘉文                   | 笹原嘉文                            | 金子美咲 成川多加志 [ 19 ]                                                                                          | 市川美帆   | ジャン＝ポール・サルトル 『出口なし』                                               |
| クラスメイトである佐倉愛里が須藤の暴行を目撃していた。彼女の証言だけが須藤の正当防衛を裏付けることができるが、彼女は他人に対し心を閉ざしていたことから、審議での証言を拒否する。愛里の協力が得られないまま審議が開始され、しかも須藤の弁護を担当する鈴音は兄で生徒会長の堀北学の存在に委縮してしまったことにより、全く話すことが出来なくなり、Cクラス側が優勢となる。しかし、清隆の機転の利いた行動により冷静さを取り戻した鈴音はCクラスに対し審議を進め、さらに勇気を出して審議の場に現れた愛里の証言により、両クラスの審議は五分となり、再審議が後日行われることとなる。 | |            |                            |                                     | |            |                                                                                     |
| 第6話 | 嘘には二種類ある。 過去に関する事実上の嘘と未来に関する権利上の嘘である。 Il y a deux sortes de mensonges : celui de fait qui regarde le passé, celui de droit qui regarde l'avenir.                                                | 江嵜大兄   | 木野目優                   | 伊藤史夫                            | 山田勝 樋口博美 堀江由美 [ 22 ]                                                                                     | 藤田亜耶乃 | ジャン＝ジャック・ルソー 『エミール、または教育について』                           |
| 審議を優勢に進めるためには別の手掛かりが必要不可欠であることから、清隆と鈴音は事件現場に訪れており、鈴音は清隆の指摘からとある作戦を思いつく。清隆と鈴音はダミーの監視カメラを仕掛けた後にCクラスの当事者たちを事件現場へと呼び出し、「学校側が真実を知っている」という偽りの事実を告げることにより、退学を恐れた彼らは訴えを全面的に退ける。一方、グラビアアイドルとしての顔を持つ愛里の熱狂的ファンの男が校内に紛れ込み彼女をストーキングする。男が愛里に襲い掛かり彼女は窮地に立たされるも、清隆と一之瀬の行動により男はあっけなく捕まった。 | |            |                            |                                     | |            |                                                                                     |
| 第7話 | 無知な友人ほど危険なものはない。賢い敵のほうがよっぽどましだ。 Rien n'est si dangereux qu'un ignorant ami ;Mieux vaudrait un sage ennemi.                                                                                           | 朱白あおい | 仁昌寺義人                 | 鈴木芳成                            | 廣瀬智仁 杉本里菜 [ 24 ]                                                                                            | 市川美帆   | ラ・フォンテーヌ 『寓話』――正確には『寓話詩』                                       |
| 1学期が終了し、高度育成高等学校は夏休みに突入する。鈴音は夏休み期間中に誰とも会うことなく読書と勉強の日々を送っていたが、清隆からプールに誘われ承諾する。プール当日となり、清隆や鈴音たちはBクラスの一之瀬たちとも合流し、レジャーを満喫する。一方、その裏では池を中心としたDクラスの男子生徒数名が女子更衣室の盗撮計画を企てる。彼らは着々と計画を進めるも、次第に作戦の実行が困難になり窮地に追い込まれるが、突然鈴音がプールに訪れた生徒の前で演説を行ったことで周囲の目が鈴音に傾いたことにより、女子行為室にカメラを設置することに成功する。しかし、演説後にあらかじめ彼らの盗撮計画を知っていた清隆の依頼により鈴音が盗撮用カメラのSDカードを抜きとったことで、結果的に彼らの盗撮計画は失敗に終わる。 | |            |                            |                                     | |            |                                                                                     |
| 第8話 | 汝等ここに入るもの、一切の望みを捨てよ。 Lasciate ogni speranza, voi ch'entrate | 江嵜大兄   | 大橋明代                   | 鎌田祐輔                            | 樋上あや もりやまゆうじ 山田勝 堀江由美 [ 27 ]                                                                      | 藤田亜耶乃 | ダンテ・アリギエーリ 『神曲』地獄篇第3歌第9行。                                     |
| 茶柱は外部の人間が綾小路清隆の退学を要求してきたことを清隆本人に告げる。夏休みの学校行事として、1年生たちは豪華客船にて南の島へ向かう。豪華客船ではレストランや映画館、プールなど各レジャー施設が完備されており、Dクラスの生徒たちはバカンスを楽しむ。そんな中、ただのバカンスで終わるのかについて疑問を抱いていた清隆と鈴音の前にCクラスのリーダー・龍園翔が現れ、鈴音に対し宣戦布告を行い去っていった。その後南の島に到着したものの、そこで生徒を待っていたのはバカンスではなく学校側が用意した特別試験であり、生徒たちは1週間の間、島での生活を強いられることとなる。 | |            |                            |                                     | |            |                                                                                     |
| 第9話 | 人間は自由の刑に処されている。 L'homme est condamné à être libre. | 風埜隼人   | 夕澄慶英！                 | 夕澄慶英！                          | 金子美咲 成川多加志 [ 29 ]                                                                                          | 市川美帆   | ジャン＝ポール・サルトル 『実存主義とは何か』                                       |
| 今回行われる「無人島特別試験」は各クラスが与えられた300ポイントを使用して無人島で生活するための消耗品を購入することができ、試験終了後に残ったポイントがそのままクラスポイントとして加算されるというもの。さらに島内の特定スポットを占有したり、他クラスが各々決めたリーダーを的中させることでポイントを得ることができるため、この試験の結果次第で各クラスが保有するクラスポイントは大きく増減する。Dクラスの面々は慣れない無人島生活に困惑し、さらにはポイントの使い方についてクラス内で意見が割れてしまう。しかしアウトドアの知識が豊富な池寛治やクラスのまとめ役となった平田洋介の存在もありクラスは何とか軌道に乗り始める。そんな中、清隆たちはCクラスから追い出されていた伊吹澪を発見し自クラスのベースキャンプ地に迎え入れたが、その直後クラスの問題児の1人・高円寺六助が突然リタイアをしたことにより、クラスポイントが強制的に引かれることとなる。 | |            |                            |                                     | |            |                                                                                     |
| 第10話 | 裏切者の中で最も危険なる裏切者は何かといえば、 すべての人間が己れ自身の内部にかくしているところのものである。 Den farligste Forræder blandt alle er den, ethvert Menneske har i sig selv.                                           | 江嵜大兄   | 福井洋平                   | 福井洋平                            | 山田勝 樋口博美 堀江由美 [ 33 ]                                                                                     | 藤田亜耶乃 | キェルケゴール 『愛と生命の摂理』あるいは『愛の業』                                 |
| 翌日、清隆と鈴音は他クラスの調査のために3クラスの各キャンプ地を訪れる。海沿いをベースキャンプ地とするBクラスは無人島生活を楽しんでおり、洞窟をベースキャンプ地とするAクラスは内部を見せないようにしていたが、砂浜をベースキャンプ地とするCクラスは初日で全てのポイントを使い果たしており、鈴音はCクラスの行動を自滅だと呆れていた。その夜、伊吹と須藤が口論を引き起こし、平田が仲裁に入ることで鎮静化したものの、翌朝に女子グループのリーダー・軽井沢恵の下着が何者かに盗まれる事件が発生し、再びクラス内で対立が起こる。 | |            |                            |                                     | |            |                                                                                     |
| 第11話 | しかし、概して人々が運命と呼ぶものは、 大半が自分の愚行にすぎない。 Was aber die Leute gemeiniglich das Shicksal nennen sind meistens nur ihre eigenen dummen Streiche.                                                             | 風埜隼人   | 大橋明代                   | 間島崇寛                            | もりやまゆうじ 渡辺真由美 小沼克介 成川多加志 杉本里菜 樋口博美 金子美咲 [ 36 ]                                     | 市川美帆   | ショーペンハウアー 『余録と補遺；哲学小論集』                                       |
| Dクラスのテント区画は女子生徒たちの提案により男子陣営と女子陣営に分かれる。そんな中、鈴音は自身の体調が悪化していることを清隆に指摘されるが、リタイアによるペナルティ回避のために無理して試験を乗り切ろうとする。そんな中、鈴音のキーカードが何者かに奪われ、さらにベースキャンプ地に放火まで発生したことから、Dクラスはたちまち混乱に陥る。鈴音は姿を眩ませた伊吹の後を追い、そこで彼女が自身のキーカードを盗み、Dクラスを混乱に陥れた張本人であることを知る。鈴音はキーカードを取り戻すために伊吹と対峙するも、体調の悪さが災いし惜しくも地に伏してしまう。 | |            |                            |                                     | |            |                                                                                     |
| 第12話 | 天才とは、狂気よりも1階層分だけ上に住んでいる者のことである。 Das Genie wohnt nur eine Etage höher als der Wahnsinn. | 朱白あおい | 夕澄慶英！ 福岡大生 [ 39 ] | 鈴木芳成 夕澄慶英！ 殿水敦子 [ 39 ] | もりやまゆうじ 中城悦雄 小沼克介 市川美帆 成川多加志 杉本里菜 樋上あや 樋口博美 渡辺真由美 金子美咲 森田和明 [ 39 ] | 藤田亜耶乃 | ショーペンハウアー 『余録と補遺；哲学小論集』                                       |
| 体力的に限界となった鈴音は清隆からリタイアを勧められるが、Aクラス昇格のためにリタイアを拒み続ける。しかし清隆の判断で鈴音を無理やりリタイアさせたことにより、結果的にポイント浪費が重なり、リーダーの存在が知れ渡ってしまった状態で試験は終了する。これによりDクラスの惨敗が確実視されていたが、清隆が伊吹の裏切りを利用して鈴音がリーダーであることをわざと彼女に示した上で、鈴音の急患を理由にリーダーを自身へと変更させていたことやAクラスとCクラスの陰謀を暴いた上でリーダーまで的中させるなどの水面下での暗躍により、Dクラスは最終的に4クラス中最高のポイント数を獲得し、無人島特別試験は幕を閉じる。試験終了後、清隆は自身の父親・綾小路篤臣（以下「父親」）が「清隆の退学を要求をしている」ことを茶柱から告げられる。しかし、清隆はその要求には応じず、自身の父親に抗い続けていく。                                                               | |            |                            |                                     | |            |                                                                                     |

## 第2期
| 話数 | サブタイトル | 脚本     | 絵コンテ                                                | 演出                                                            | 作画監督 | 総作画監督 | サブタイトル 引用元                                                                     |
| --- | --- | -------- | ------------------------------------------------------- | --------------------------------------------------------------- | --- | ---------- | --------------------------------------------------------------------------------------- |
| 第1話 | 困難の中でこそ、平静な心を保たねばならない。 Aequam memento rebus in arduis servare mentem. | 風埜隼人 | 仁昌寺義人 岸誠二 [ 43 ]                                | 金森勝 宋賢大 [ 43 ]                                            | 小野木三斉 幸野浩二 廣瀬智仁 一居一平 [ 43 ] | 市川美帆   | ホラティウス 『歌集（カルミナ）』                                                       |
| 無人島特別試験を終えた生徒たちは、学校へと戻る豪華客船で再びバカンスを楽しむ。しかしそれも束の間であり、生徒たちには新たな特別試験が待っていた。今回行われる「船上特別試験」は4クラスを太陽惑星になぞらえた8つのグループに分け、グループ内に一人だけ存在する「優待者」を探し出すというものだった。清隆の所属する「火星グループ」メンバーも話し合いをスタートさせたが、Aクラスはそれに参加せず沈黙を貫く姿勢を見せたことにより話し合いは難航する。そんな中、同メンバーのCクラス女子・真鍋志保、藪菜々美（声 - 田中美海）、山下沙希（声 - 鈴代紗弓）が「過去にCクラス女子・諸藤リカ（声 - 首藤志奈）と揉めた」として恵に対し因縁をつける。同メンバーのAクラス男子・町田浩二（声 - 中島ヨシキ）の一言により事なきを得るも、恵は一人浴室で泣いていた。 | |          |                                                         |                                                                 | |            |                                                                                         |
| 第2話 | あらゆる罪の源たる、ふたつの大罪がある。焦りと怠惰だ。 Es gibt zwei menschliche Hauptsunden, aus welchen sich alle andern ableiten: Ungeduld und Lassigkeit.                                             | 風埜隼人 | 田中貴大                                                | 飯野健太郎                                                      | 櫻井拓郎 ふたふさ 福江光恵 reboot [ 48 ] | 一居一平   | フランツ・カフカ 『罪、苦痛、希望と真の道の考察』                                       |
| 高円寺が2日後の試験終了を待たずして、勝手に回答を行い試験から離脱する。清隆は恵の行動に違和感を覚えたことから鈴音に彼女の情報を求めるが、その時彼らの前に龍園が姿を現し「試験の根幹に辿り着き、さらにCクラスが圧勝する可能性がある」と告げる。その後、清隆は恵がCクラス女子たちにつけられた因縁を平田に相談している場面に遭遇し、そこで平田と恵の偽りの恋人関係だったことや恵が過去にいじめを受けていた事実を知る。一方で、「火星グループ」は依然として沈黙を貫く姿勢を崩さず、膠着状態が続いていた。この日の試験終了後、真鍋たちが再び恵に接近し罵詈雑言を浴びせ始める。 | |          |                                                         |                                                                 | |            |                                                                                         |
| 第3話 | 最高の魂は、この上ない悪徳と極限の美徳を発揮できる。 Les plus grandes ames sont capables des plus grands vices aussi bien que des plus grandes vertus.                                                   | 重信康   | キムラシンイチロウ 田中貴大 [ 52 ]                      | 田中貴大                                                        | 小野木三斉 幸野浩二 廣瀬智仁 [ 52 ] | 市川美帆   | ルネ・デカルト 『方法序説』                                                             |
| 取り乱す恵の様子を清隆は冷静に観察しようとするが、見るに耐えかねた幸村輝彦が彼女たちの前に飛び出し、一旦は事なきを得る。その後、嘘のメールで呼び出された恵の前にリカを連れた真鍋たちが姿を現し、ついに恵に対して暴力を振るい始める。真鍋たちが去った後、清隆は泣き崩れた恵の元を訪れ、彼女の抱える闇を見つけ出す。そして恵の心理状態に付け込み、身の安全と引き換えに自身の協力者に引き入れることに成功する。一方、特別試験では恵が優待者だと気付いた清隆が携帯を交換して別人が優待者のふりをする作戦を実行し、さらに一之瀬の機転を利かせた行動もあって、他クラスを罠に嵌めることに成功する。しかし、結果的にはCクラスの圧勝を許す形となり、さらに清隆たちの前に現れた龍園は鈴音を次のターゲットにすると告げる。 | |          |                                                         |                                                                 | |            |                                                                                         |
| 第4話 | 人材は作り出す必要がある。 The material has to be created. | 風埜隼人 | 鎌田祐輔                                                | 鎌田祐輔                                                        | 慧敏 明光 鑫月 [ 55 ] | 一居一平   | F・ナイチンゲール 『軍病院での看護についての覚え書き』                                  |
| 夏休みが終了し、2学期を迎えた清隆たちDクラスの面々は次なる行事・体育祭に挑むこととなる。今回の体育祭は全学年を2つに分け、各学年・クラス混同での対決となり、DクラスはAクラスとタッグを組む。早速クラス内で話し合いが行われるも、徹底した能力重視で出場者を割り振ろうとする鈴音にクラスメイトは反発する。また、清隆の指示で恵も鈴音の意見に異を唱えるも、最終的には多数決により鈴音の案が採用となる。Dクラスは体育祭に向けて各種目の練習に取り掛かるが、清隆は鈴音が二人三脚の練習パートナーにきつく当たる場面を目撃し、「もう少し譲歩することを覚えるべき」だと彼女に忠告する。その後、清隆は鈴音に対戦相手の偵察に付き合うよう求めた上で、船上特別試験でCクラスの圧勝を許す原因となったDクラスの裏切者が櫛田であることを告げる。 | |          |                                                         |                                                                 | |            |                                                                                         |
| 第5話 | すべての失敗は成功への過程に過ぎない。 Every failure is a step to success. | 重信康   | 松園公                                                  | 久保太郎 髙山秀樹 [ 59 ]                                        | 王敏 趙小川 陳玲玲 蔣海華 [ 59 ] | 市川美帆   | W・ヒューウェル 『イギリスの道徳哲学の歴史講座』                                        |
| 体育祭当日、Dクラスは須藤の活躍もあり順調な滑り出しを見せる。しかし、競技に参加しようとしない高円寺の存在やCクラスからの執拗な策略により、苛立ちを増していった須藤は平田に手を上げ、その場から逃げ出してしまう。一方、龍園の策略により成績が残せずにいた鈴音の前に清隆が現れ、彼女に対し「一人では限界がある。自分だけの武器を手に入れるべきだ」と諭し、須藤を説得させるように仕向ける。鈴音は須藤を捜索し始めるが、その際に競技中に自身とぶつかったCクラス女子・木下美野里（声 - 中野さいま）が大怪我したという事実を知り、彼女の元に訪れるとその場には龍園が待っていた。龍園は鈴音が故意に怪我をさせたと主張し、その代償として100万プライベートポイントと土下座を要求するとともに体育祭終了後までの猶予も与える。鈴音は失意に暮れていたが、学とすれ違ったことで再び立ち上がる決意を固める。                                                                             | |          |                                                         |                                                                 | |            |                                                                                         |
| 第6話 | 逆境は真実へと至る最初の道筋である。 Adversity is the first path to truth. | 風埜隼人 | 増田敏彦 岸誠二 [ 62 ]                                  | 宋賢大 風埜隼人 [ 62 ]                                          | 幸野浩二 小野木三斉 廣瀬智仁 一居一平 小沼克介 川本由記子 [ 62 ] | 市川美帆   | G・G・バイロン 『ドン・ジュアン』                                                       |
| 鈴音は須藤を連れ戻すために説得を試みるが、須藤はこれを拒絶する。それでも鈴音は諦めずに説得を続け、須藤に対して本音で話すようになり、その姿に心を動かされた須藤は彼女に協力することを誓う。一方、清隆は船上特別試験や体育祭での裏切り行為を櫛田に問いただすと、事実だと白状した彼女はその目的が鈴音を退学させることだと告げる。体育祭終盤、リレー出場予定の男子が怪我でリタイアしたことから代わりに清隆が出場することとなる。アンカーとなった清隆は学とリレー対決をすることとなり、全生徒の前で実力の一端を披露する。体育祭終了後、鈴音は約束通り龍園の元へ訪れ、その場にいた櫛田との関係性が判明すると彼女は鈴音に対し宣戦布告を行う。龍園は再び鈴音に土下座を迫ったが、龍園の元にCクラス内で行われた「鈴音を狙い撃ちする計画」の録音が届いたことで、彼の思惑は失敗に終わる。                                                                                             | |          |                                                         |                                                                 | |            |                                                                                         |
| 第7話 | すべてを疑うこともすべてを信じることも共に安易で、 思考を放棄するに等しい。 Douter de tout ou tout croire, ce sont deux solutions egalement commodes, qui l'une et l'autre nous dispensent de reflechir. | 重信康   | 松川朋弘 鎌田祐輔 [ 65 ]                                | 後藤康徳                                                        | 臼田美夫 鍾文山 井倉雲丹 權容祥 北原安鶴紗 竹谷徹平 アラタハヤト 吴晶晶 Revivai [ 65 ]                                                                                                | 市川美帆   | H・ポアンカレ 『科学と仮説』                                                            |
| 生徒会の引継ぎ式が行われ、新生徒会長に南雲雅が就任した。その後、清隆はクラスメイトの佐藤麻耶から呼び出しを受け、連絡先を交換する。今回の期末テストで行われる特別試験「ペーパーシャッフル」は、クラス内の2人1組の各ペアが学校側の設定した複数の基準点数をクリアしなければ退学になることに加え、期末試験の内容はクラスで作成し、それを他クラスへと割り当てるというものだった。鈴音は櫛田との関係性および櫛田が過去に起こしたとされる事件の噂について清隆に打ち明ける。一方、Cクラスでは龍園が体育祭で「鈴音を狙い撃ちする計画」の録音を行ったクラスの裏切り者を炙り出していた。「ペーパーシャッフル」でCクラスと相対することになったDクラスは、鈴音を中心に対策を練り始める。 | |          |                                                         |                                                                 | |            |                                                                                         |
| 第8話 | 胸の底で、傷は静かに生きている。 Tacitum vivit sub pectore vulnus. | 風埜隼人 | 松園公                                                  | 金森勝                                                          | 幸野浩二 小野木三斉 廣瀬智仁 小沼克介 一居一平 飯田光尋 [ 67 ] | 市川美帆   | ウェルギリウス 『アエネーイス』                                                         |
| 特別試験対策の勉強会が開かれることとなったが、ペアとなった長谷部波瑠加と三宅明人が互いに苦手科目が共通していることから鈴音に相談を持ち掛ける。その場に現れた幸村は二人の勉強を受け持つといい、鈴音は清隆に彼ら三人の勉強会に参加するように指示する。こうして集まった四人は勉強会を通じて親交を深めていく。櫛田の動向を警戒していた鈴音は、今後の彼女から妨害を阻止するために自身の退学を賭けて数学の点数勝負をすることになり、その流れで鈴音と清隆は櫛田の過去を知る。自身の過去を話し終えた櫛田は改めて二人に対して宣戦布告を行った。 | |          |                                                         |                                                                 | |            |                                                                                         |
| 第9話 | 過ちを犯しながら、それを改めないことをこそ、真の過ちという。 過而不改、是謂過矣 | 重信康   | 北村真咲 福岡大生 [ 69 ]                                | 福井洋平 田中貴大 [ 69 ]                                        | 幸野浩二 小野木三斉 廣瀬智仁 小沼克介 川本由記子 一居一平 慧敏 明光 龍光 [ 69 ] | 市川美帆   | 著者不明 『論語』                                                                       |
| 櫛田と龍園は互いの利益のために裏で取引を行っていた。清隆や波瑠加ら4人は勉強会を行っていたが、その場に龍園らCクラスのメンバー数人が現れ、単なる挨拶という名目でDクラスを陰で操る存在（以下「黒幕」）の調査を行うも成果が得られないことが分かると彼らはその場を去っていった。その後、波瑠加は今回の勉強会で居心地の良さを感じたことから4人でグループを作ることを提案し、最終的にグループ参加を懇願した愛里も加わる形で「綾小路グループ」が結成される。試験当日、櫛田は龍園との取引により勝利を確信していたが、櫛田の行動を先読みしていた鈴音や龍園に新たな取引を持ち掛けた清隆の暗躍もあり結果的には鈴音の勝利で幕を閉じる。一方、龍園は「黒幕」を炙りだすために恵を次のターゲットに指定する。 | |          |                                                         |                                                                 | |            |                                                                                         |
| 第10話 | 人々は常にその破滅を願っている。偽りの善に欺かれるがゆえに。 Il popolo molte volte desidera la rovina sua, ingannato da una falsa specie di bene.                                                        | 重信康   | 北村真咲 多田野緋兎 まみむ山 空久保美貴 阪本麻衣 [ 71 ] | 鎌田祐輔                                                        | 幸野浩二 小野木三斉 小沼克介 前田義宏 伊藤哲也 ユ・スンヒ キム・ギョンホ イ・ガンウ [ 71 ]                                                                                            | 市川美帆   | N・マキャヴェッリ 『政略論』 あるいは『ティトゥス・リウィウスの最初の十頃に基づく論考』 |
| クリスマス目前となり生徒たちは浮足立っていた。しかしDクラスの生徒たちは龍園の策略によりCクラスから監視されており、さらに「綾小路グループ」はAクラスの女子生徒からも監視されていた。そんな中、図書館を訪れた清隆はCクラスの椎名ひよりと互いに本について関心があることから縁ができる。その後、清隆は茶柱から応接室に案内され、ついに自身の父親と再会する。退学を迫る父親とそれに応じない清隆との論争は決着がつかないでいたが、最終的に理事長・坂柳成守（以下「坂柳理事長」）の口添えにより論争の幕は閉じ、父親は学校を去る。その後、清隆は坂柳理事長との会話から茶柱と父親に繋がりがないことを見抜き、今後はAクラス昇格のための協力はしないと宣言する。そして、清隆はその旨を恵にも伝え、今後恵の身に何かが起こらない限りこちらから接触しないことを彼女に告げる。 | |          |                                                         |                                                                 | |            |                                                                                         |
| 第11話 | 自分自身を御せない者は、いつまでも奴隷のままだ。 Wer sich nicht selbst befiehlt, bleibt immer Knecht. | 風埜隼人 | 北村真咲 まみむ山 多田野緋兎 [ 73 ]                     | 田中貴大 一居一平 金森勝 [ 73 ]                                 | 幸野浩二 永田陽菜 稲田真樹 小野木三斉 安形佳己 樋上あや 小沼克介 廣瀬智仁 高崎葵 飯田光尋 一居一平 [ 73 ]                                                                             | 市川美帆   | J・W・V・ゲーテ 『穏和なるクセーニェン』                                                |
| 恵は清隆との接点が突然切れてしまったことに戸惑いを隠せないでいた。そんな中、Dクラスの面々が今後の方針について話し合いを行っていると、突然龍園らCクラスの生徒たちが現れる。彼らは早々に下校した高円寺を追跡し、その後不穏に感じた清隆や鈴音たちも彼らの跡を追うと、そこには高円寺を取り囲むCクラスの面々の姿があり、さらにリーダーである坂柳有栖を含めたAクラスの面々もその場に現れる。これも「黒幕」を炙り出す龍園の作戦だったが、結果的に龍園は高円寺を「白」と断定し、その場は一旦収まる。候補は絞れているものの特定することができずにいた龍園はついに「黒幕」と裏で繋がっていた恵を工事中の第2体育館に呼び出した。龍園は恵に「黒幕」の正体を明かすように迫るが、彼女はその要求に応じなかった。龍園は「黒幕」の正体を直接吐かせるために彼女を心身共に追い詰め始める。                                                                                                   | |          |                                                         |                                                                 | |            |                                                                                         |
| 第12話 | 思慮なき力は自らの質量によって崩れ去る。 vis consili expers mole ruit sua. | 重信康   | 北村真咲 松本剛彦 [ 75 ]                                | 鎌田祐輔 金森勝 北村真咲 薦田かなえ キタムラシンイチロウ [ 75 ] | 幸野浩二 小野木三斉 廣瀬智仁 小沼克介 稲田真樹 永田陽菜 河野のぞみ 安形佳己 伊藤哲也 王宣靜 鎌田祐輔 橋森有加 山形孝二 山田なぎさ 前田義宏 飯田光尋 樋口博美 樋上あや 木村拓馬 [ 75 ] | 市川美帆   | ホラティウス 『歌集（カルミナ）』                                                       |
| 一向に「黒幕」の正体を明かそうとしない恵に対し、龍園は「黒幕」が恵を利用していたことを突きつける。恵の精神は限界を迎えていたが、清隆を守るために最後まで口を割ることはなかった。一方、清隆は茶柱と学に事の顛末を見届けるように依頼すると、そのまま恵の元へ向かい、ついに龍園らに自身が「黒幕」であることを告げる。石崎らは清隆に戦闘を仕掛けるが全く歯が立たずに次々と倒されていくと、清隆は自身が龍園らを逆に利用してこの状況を意図的に作り出したことを明かす。そして、清隆と龍園の一騎打ちとなったが、圧倒的な戦闘力を有する清隆が有意な状況は変わらずにいた。そこで龍園は自身がこれまで恐怖を感じたことがないという事実を突きつけ、今回負けても今後清隆を狙い続けると言い放つ。清隆はそれでも何の感情も湧かないままに殴り続けていると、最終的に龍園の中に恐怖の感情が芽生え、清隆の最後の一撃によって勝負は決する。こうして恵はCクラスの呪縛から解放されることとなる。 | |          |                                                         |                                                                 | |            |                                                                                         |
| 第13話 | あなたが出会う最悪の敵は、常にあなた自身だ。 Der schlimmste Feind, dem du begegnen kannst, wirst du immer dir selber sein                                                                                | 風埜隼人 | 福岡大生 橋本裕之 [ 77 ]                                | 橋本裕之                                                        | 伊藤雅子 稲吉智重 幸野浩二 一居一平 廣瀬智仁 伊藤哲也 小野木三斉 小沼克介 [ 77 ] | 市川美帆   | F・W・ニーチェ 『ツァラトゥスラはこう語った』                                           |
| 第2体育館での一件後、恵は清隆に対する気持ちが大きく変化していたことに気付いていた。そんな中、恵は佐藤から清隆とのクリスマスデートの相談を持ち掛けられ、複雑な想いを抱きながらもデートプランを考え、結果的に佐藤からの提案でダブルデートが決定する。一方、清隆は龍園を呼び出し、今後のDクラスの動向と自身の取るスタンスについて語る。ダブルデート当日、4人は映画やショッピングを楽しみ、卒業後の進路についても語り合う。その後解散となり、清隆と佐藤の二人は帰路に向かっていた。佐藤は意を決して清隆に告白するが、清隆は「好きになっていない相手とは付き合えない」との理由で断る。その後、清隆は恵と合流すると、これまでの一連の行動が恵を自身に依存させるためだったことを心中で語る。恵との解散後、坂柳が清隆の前に現れ、彼に宣戦布告を行う。 | |          |                                                         |                                                                 | |            |                                                                                         |